# Heerlijkheid Blumenfeld
Blumenfeld in de gemeente Tengen in Baden-Württemberg was een tot de Zwabische Kreits behorende heerlijkheid binnen het Heilige Roomse Rijk.
Blumenfeld was sinds de veertiende eeuw in het bezit van de heren van Klingenberg. Nadat de heerlijkheid enige tijd was verpand aan de heren van Bodman en de heren van Jungningen werd het in 1488 verkocht aan de commanderij Mainau van de Duitse Orde. Ook de commanderij Altshausen had een aandeel in het bezit.
Het stadje diende als zetel van een hoofdvoogd van Mainau. Naast Blumenfeld en Tengen-Hinterburg behoorden nog elf dorpen tot het gebied.
De commanderij Mainau werd in de Vrede van Presburg van 26 december 1805 aan het keurvorstendom Baden toegewezen. Hierdoor viel ook de heerlijkheid Blumenfeld aan Baden.